# キマグレン
キマグレン（kimaguren）は、日本の2人組音楽ユニット。所属レーベルはユニバーサルシグマ（ユニバーサルミュージック）。2015年7月に解散。2024年秋に再結成。

## メンバー
- ISEKI　（イセキ、1980年10月17日 - 担当 ボーカル・アコースティックギター）

- KUREI　（クレイ、1980年7月17日 - 担当 ボーカル）

## 概要
高校時代、地元の逗子のスイミングスクールで出会い、友人となる。進学・就職等で別々の道に進むが地元の友人として関係が続いていた。ある日、KUREIがISEKIに「海の家を一緒にやらないか?」と持ちかけ、キマグレン結成のきっかけとなる。
ユニット名は、元々ISEKIが「自由に音楽活動をしたい」という意味で付けたきまぐれというソロユニット名義に由来する。KUREIがISEKIに「一緒にやろうよ！」と言って、ライブハウスのブッキング表に誤って片仮名で「キマグレン」と書いてしまったのがきっかけとなり、現在のユニット名となる。
音楽活動と並行して、株式会社音遊を本名名義で運営している（代表取締役は榑井勇輝）。同社により、音霊OTODAMA SEA STUDIOは2009年に5周年を迎え、過去に「音霊 OTODAMA PHOTO STUDIO」「音霊 OTODAMA WINTER STUDIO」「音霊 OTODAMA MIYAZAKI FESTIVAL」「音霊 OTODAMA SKY STUDIO」というシリーズで音霊を出張させている。元になっている企画は、地元の逗子海岸での夏季限定ライブハウス（海の家）「音霊 OTODAMA SEA STUDIO」である。
2010年に「音霊 OTODAMA FOREST STUDIO」という1万人規模の野外フェスを立ち上げる。
メンバーが音楽を作る際には、3つのL（Life・Love・Local）を大切にしているという。また、キマグレンの曲を聴いた人やキマグレンを見た人のことは「キマグレンジャー」と呼ばれる。
2015年（平成27年）4月23日解散を発表
2024年（令和6年）6月4日再結成を発表

## 略歴
2005年（平成17年）
- 5月、結成。結成以前は、お互い他のバンドで活動をしていた。
- 6月25日、逗子海岸で夏季限定ライブハウス（海の家）「CLUBEACH HOUSE KANNON」（現在の「音霊 OTODAMA SEA STUDIO」の前身）を設立。

2006年（平成18年）
- 3月18日、自主制作シングル『想い思い』を発売。
- 6月24日、「音霊 OTODAMA SEA STUDIO」を設立。以降毎年6月末から8月末にかけて夏季限定で運営。
- 12月、本格的に活動を再開。

2007年（平成19年）
- 7月25日、ミニアルバム『LIFE』をインディーズレーベルのUNDER HORSE RECORDSから発売。
- 夏、ユニバーサルミュージックと契約。

2008年（平成20年）
- 2月20日、シングル『あえないウタ』でメジャーデビュー。
- 7月16日、初のアルバム『ZUSHI』を発売。
- 7月23日、RYTHEMとのコラボレーション楽曲『Love Call』を、RYTHEM with キマグレンとして発表。他アーティストとのコラボレーション企画は初。これは2月13日に日本テレビ系「スッキリ!!」の新人アーティスト紹介コーナーで互いに特集されたことがきっかけで実現に至ったもの。
- 11月13日、松沢成文神奈川県知事から「かながわ観光親善大使」に任命される[4]。
- 11月18日、『LIFE』が、京急逗子線新逗子駅（現：逗子・葉山駅）の接近メロディに採用される[4]。
- 12月3日、全国FM放送協議会（JFN）主催のFM FESTIVAL RADIO AWARD IN JAPAN "LIFE MUSIC 2008"で大賞（LIFE MUSIC OF THE YEAR）を受賞。
- 12月31日、第59回NHK紅白歌合戦出場。

2009年（平成21年）
- 6月1日、「MTV Video Music Awards Japan 2009」で『最優秀新人アーティストビデオ賞』と『最優秀カラオケソング賞』を受賞[5]。
- 6月、京浜急行バスの逗子駅〜（海回り）〜葉山間にキマグレン号バスが運行開始[6]。
- 8月27日、「MTV STUDENT VOICE AWARD 2009」にて、『SVA GROUP賞』受賞

2015年（平成27年）
- 4月23日、解散を発表[7]。
- 7月18日・19日、ラストライブ『キマグレン FINAL CONCERT 2015 〜LAST SUMMER DAYS〜』をもって解散した。

2019年（令和元年）
- 8月2日、結成15周年を記念した配信限定アルバム『キマグレン-BEST OF SUMMER』をリリース。また同日、約11年ぶりに『ミュージックステーション』に出演した。

### 再結成
2024年
- 6月4日 - 秋に再結成することを発表[1]。
- 9月1日 - 材木座（神奈川・鎌倉）にてワンマンライブ「キマグレン -再会と再開-」を開催[1]。

## ディスコグラフィー

### シングル
| 枚           | リリース日     | タイトル         | 規格品番                                  | 最高順位 |
| ------------ | -------------- | ---------------- | ----------------------------------------- | -------- |
| インディーズ | 2006年3月18日  | 想い思い         | KIMA-1                                    |          |
| 1st          | 2008年2月20日  | あえないウタ     | UMCK-5192                                 | 65位     |
| 2nd          | 2008年5月14日  | LIFE             | UMCK-5205                                 | 14位     |
| 3rd          | 2008年11月19日 | 愛NEED           | UMCK-9246:初回限定盤 UMCK-5224:通常盤     | 20位     |
| 4th          | 2009年3月4日   | 天国の郵便ポスト | UMCK-9269:初回限定盤 UMCK-5234:通常盤     | 39位     |
| 5th          | 2009年6月17日  | 君のいない世界   | UMCK-9290                                 | 79位     |
| 6th          | 2009年11月11日 | SMILE            | UMCK-9302:初回生産限定盤 UMCK-5258:通常盤 | 40位     |
| 7th          | 2010年6月16日  | リメンバー       | UMCK-5280                                 | 36位     |
| 8th          | 2011年4月20日  | IT'SMY勇気       | UMCK-5316                                 | 34位     |
| 9th          | 2011年7月20日  | 蛍灯             | UMCK-5335                                 | 62位     |
| 10th         | 2012年6月6日   | バトン           | UMCK-5386 :通常盤                         | 91位     |
| 11th         | 2013年3月13日  | 歩               | 配信限定版                                | -        |
| 12th         | 2014年6月4日   | 最後の夏         | UMCK-5476                                 | 132位    |

### アルバム
| 枚           | リリース日                                                                                | タイトル                          | 規格品番                                                                             | 最高順位 |
| ------------ | ----------------------------------------------------------------------------------------- | --------------------------------- | ------------------------------------------------------------------------------------ | -------- |
| インディーズ | 2007年7月25日                                                                             | LIFE                              | UHR-16                                                                               | 261位    |
| 1st          | 2008年7月16日 2008年8月16日(夏休みパック) 2012年11月7日(期間限定生産スペシャルプライス盤) | ZUSHI                             | UMCK-1254 UMCK-9237:夏休みパック UMCK-9574:期間限定生産スペシャルプライス盤          | 1位      |
| 2nd          | 2009年6月17日 2012年11月7日(期間限定生産スペシャルプライス盤)                             | 空×少年                           | UMCK-9282:初回生産限定盤 UMCK-1314:通常盤 UMCK-9575:期間限定生産スペシャルプライス盤 | 14位     |
| 3rd          | 2010年7月14日 2012年11月7日(期間限定生産スペシャルプライス盤)                             | ALIVE                             | UMCK-9361:初回盤 UMCK-1361:通常盤 UMCK-9576:期間限定生産スペシャルプライス盤         | 18位     |
| 4th          | 2011年8月17日                                                                             | LOVE+LIFE+LOCAL                   | UMCK-1401                                                                            | 37位     |
| ベスト       | 2012年7月11日                                                                             | ON THE BEACH〜きまぐれBEST〜      | UMCK-9497:初回盤 UMCK-1425:通常盤                                                    | 27位     |
| 5th          | 2014年7月30日                                                                             | LOVE&BEACH                        | UMCK-9685:初回盤 UMCK-1483:通常盤                                                    | 60位     |
| ベスト       | 2015年7月1日                                                                              | LAST SUMMER DAYS 〜きまぐれBEST〜 | UMCK-9750:初回盤 UMCK-1513:通常盤                                                    | 50位     |
| ベスト       | 2019年8月2日                                                                              | キマグレン-BEST OF SUMMER         | 配信限定                                                                             | -        |

### 参加作品
| リリース日     | 曲名                                                                                  | 収録された作品                                                                   |
| -------------- | ------------------------------------------------------------------------------------- | -------------------------------------------------------------------------------- |
| 2008年7月9日   | 想い思い                                                                              | Various Artists『ナツウタ』                                                      |
| 2008年7月23日  | Love Call／RYTHEM with キマグレン                                                     | RYTHEM「Love Call/あかりのありか」                                               |
| 2008年10月29日 | LIFE (Smart Sports ver.) -STUDIO APARTMENT Remix-                                     | DJ KAORI『DJ KAORI'S JMIX II』                                                   |
| 2008年11月19日 | 愛NEED (A.Sax ver.)                                                                   | サウンドトラック『フジテレビ系ドラマ Room of King オリジナル・サウンドトラック』 |
| 2008年11月26日 | LIFE                                                                                  | Various Artists『アイのうた2』                                                   |
| 2009年1月21日  | LIFE                                                                                  | Various Artists『モバうた』                                                      |
| 2009年2月18日  | LIFE                                                                                  | DJ和『J-ポッパー伝説2 [DJ和 in WHAT's IN? 20th MIX]』                            |
| 2009年2月25日  | LIFE                                                                                  | Various Artists『スポコン!〜sports music compilation〜』                         |
| 2009年3月25日  | レノンのミスキャスト／CHAGE with キマグレン                                           | CHAGE『Many Happy Returns』                                                      |
| 2009年3月25日  | LIFE                                                                                  | Various Artists『タイトルはLIFEです。』                                          |
| 2009年5月13日  | two友                                                                                 | ゆずグレン「two友」                                                              |
| 2009年5月20日  | 想い思い                                                                              | Various Artists『いちばん大切なキミへ贈るうた〜恋人へ〜』                        |
| 2009年5月27日  | もし君と・・・with キマグレン                                                         | May J.『FAMILY』                                                                 |
| 2009年6月17日  | LIFE                                                                                  | Various Artists『アイのうたDVD』                                                 |
| 2009年7月22日  | アイム・ユアーズ (フィーチャリング・キマグレン) [ライヴ・アット・渋谷C.C.Lemonホール] | ジェイソン・ムラーズ『ウィ・シング。ウィ・ダンス。ウィ・スティール・シングス。』 |
| 2009年7月22日  | 釣りに行こう                                                                          | Various Artists『BOOMANIA〜THE BOOM SPECIAL BEST COVERS〜』                      |
| 2009年10月7日  | 約束の丘                                                                              | Various Artists『きみのミカタ』                                                  |
| 2010年2月10日  | もし君と… with キマグレン                                                             | DJ A☆LUCKY『KISS YOU KISS ME 〜Hearty Mix〜』                                    |
| 2010年3月24日  | もし君と… with キマグレン                                                             | Various Artists『終わらない恋がしたい』                                          |
| 2010年4月21日  | 愛NEED                                                                                | Bank Band with Great Artists『ap bank fes '09』                                  |
| 2010年4月28日  | SMILE                                                                                 | Various Artists『スティッチ! オリジナル・サウンドトラック』                      |
| 2010年9月1日   | DRIVER feat.キマグレン                                                                | MEGARYU『メガトンキック』                                                        |
| 2010年12月1日  | LIFE (DAISHI DANCE remix.)                                                            | Various Artists『アイのうた WINTER REMIX』                                       |
| 2011年1月12日  | どんなときも。                                                                        | Various Artists『We Love Mackey』                                                |
| 2011年7月27日  | LIFE                                                                                  | Various Artists『Setting Sun Sound Festival in Amami Vol.1』                     |
| 2011年12月21日 | キラキラ／KimaguRake                                                                  | Various Artists「言葉にできない〜小田和正ベストカバーズ〜」                      |
| 2012年6月20日  | LIFE                                                                                  | Various Artists『ドラマティック・サマー 〜平成夏うたベスト〜』                   |
| 2012年7月4日   | この街に生まれて                                                                      | PuiPui HOMETOWNS「この街に生まれて／いつまでも変わらない」                       |
| 2012年7月4日   | いつまでも変わらない                                                                  | PuiPui HOMETOWNS「この街に生まれて／いつまでも変わらない」                       |
| 2012年12月12日 | YEAH! YEAH! YEAH! 100万人でつくろう元気のうた                                         | KAN + キマグレン + 一青窈『YEAH! YEAH! YEAH! 100万人でつくろう元気のうた』       |
| 2013年6月12日  | カフェオーレのうた                                                                    | きっかレンの配信曲                                                               |
| 2013年6月12日  | あいまいな関係                                                                        | きっかレンの配信曲                                                               |
| 2013年9月25日  | TOP OF THE WORLD                                                                      | Various Artists『マイ・フェイバリット・ソングス〜Love』                          |

### 楽曲提供
| リリース日    | 曲名                     | 収録された作品                     |
| ------------- | ------------------------ | ---------------------------------- |
| 2011年1月12日 | そろそろ帰ってきませんか | 布施明「そろそろ帰ってきませんか」 |
| 2014年1月15日 | キエタイクライ           | 河西智美「キエタイクライ」         |
| 2014年7月2日  | Seven Journey            | Kis-My-Ft2「Kis-My-Journey」       |

## タイアップ
| 曲名                    | タイアップ                                                                              |
| ----------------------- | --------------------------------------------------------------------------------------- |
| トコシエ                | NTTドコモ東北「『FOMA、広がる』篇」CMソング                                             |
| トコシエ                | Sony Ericsson CMソング                                                                  |
| ガンバレロボ            | ムラサキスポーツCMソング                                                                |
| 君を忘れない            | Surfrider Inc.配給映画「ちいさな恋のものがたり」挿入歌                                  |
| あえないウタ            | 毎日放送「Hz」エンディングテーマ                                                        |
| あえないウタ            | テレビ神奈川「音楽缶」オープニングテーマ                                                |
| 想い思い                | ソニー・ピクチャーズ エンタテインメント配給映画「ブルー・ブルー・ブルー」イメージソング |
| LIFE                    | テレビ東京系「PVTV」2008年4月度オープニングテーマ                                       |
| LIFE                    | 九州朝日放送「ドォーモ」2008年5月度エンディングテーマ                                   |
| LIFE                    | 熊本県民テレビ「テレビタミン」2008年9月度エンディングテーマ                             |
| LIFE                    | Sony Ericsson CMソング                                                                  |
| LIFE                    | au「au Smart Sports」CMソング                                                           |
| 白の日記                | 南日本酪農協同「スコール」CMソング                                                      |
| 愛 NEED                 | フジテレビ系ドラマ「Room Of King」主題歌                                                |
| 天国の郵便ポスト        | NTTコミュニケーションズ「MUSICO」CMソング                                               |
| サヨナラの朝            | ギャガ・コミュニケーションズ配給映画「ミーアキャット」日本語吹替版主題歌                |
| 海岸中央通り            | フジテレビ系「めざましどようび」テーマソング                                            |
| TOP OF THE WORLD        | ライオン「香りつづくトップ」CMソング                                                    |
| two友                   | ギャガ・コミュニケーションズ配給映画「鈍獣」主題歌                                      |
| 君のいない世界          | シルク・ドゥ・ソレイユ「コルテオ」日本公演イメージソング                                |
| Hello                   | イオン化粧品CMソング                                                                    |
| 空×少年                 | 日本コカ・コーラ「Happy Music サマーキャンペーン」タイアップソング                      |
| 恋熱                    | au LISMOドラマ「土俵際のアリア」主題歌                                                  |
| SMILE                   | テレビ朝日系アニメ「スティッチ! 〜いたずらエイリアンの大冒険〜」オープニングテーマ      |
| 泥だらけのHERO          | 松竹配給映画「風が強く吹いている」サポートソング                                        |
| リメンバー              | Thanks Lab.配給映画「リメンバーホテル」主題歌                                           |
| 星空モード              | テレビ朝日系「地球の目撃者」テーマソング                                                |
| ENDLESS SUMMER          | 南日本酪農協同「スコール」CMソング                                                      |
| ENDLESS SUMMER          | 奈良テレビ「ドラマティックナイン」2011年度オープニングテーマ                            |
| IT'S MY 勇気            | ベネッセコーポレーション「進研ゼミ中学講座」CMソング                                    |
| 蛍灯                    | ほっともっと「キマグレン×ほっともっと『夏弁』」CMソング                                 |
| 向日葵に恋をした        | テレビ神奈川「戦国鍋TV 〜なんとなく歴史が学べる映像〜」エンディングテーマ               |
| 歩                      | ベネッセ「映画しまじろうと フフの だいぼうけん ～すくえ！七色の花」テーマソング         |
| バースデイ・イブ        | グッドイヤー「ICE NAVI ZEA II」CMソング                                                 |
| 蛍灯（English version） | 映画「311： ここに生きる」主題歌                                                        |
| I BELIEVE               | ミズノ「ロンドン五輪日本代表応援プロジェクト」応援ソング                                |
| PRIDE                   | スパイク「喧嘩番長Bros. トーキョーバトルロイヤル」テーマソング                          |
| 夏の忘れもの            | 札幌大学CMソング                                                                        |
| RUN〜君のもとへ〜       | 日本アイコムCMソング                                                                    |

## 出演

### テレビ
- U-doki（テレビ宮崎）準レギュラー
- キマグレンのオンガク開放区（2014年4月〜2015年3月、テレビ神奈川）MC

### ラジオ
- キマグレンの男ZUSHI（2008年〜、FM YOKOHAMA）
- キマグレンの男ZUSHI MAX（2009年、FM YOKOHAMA）
- PIZZA-LA presents キマグレンのU-DELIVERY（2013年〜、湘南ビーチFM）

### CM
- ほっともっと「キマグレン×ほっともっと『夏弁』」（2011年）
- ACジャパン 「笑顔の花」(東北地域のみ)（2011年）
- グリコ乳業 カフェオーレ（2013年、吉川友とのユニット・きっかレンとして出演）[8]

## ミュージックビデオ
| 監督                     | 曲名 |
| ------------------------ | --- |
| 新井風愉 + goen゜        | 「あえないウタ」                                                                                        |
| 柿本ケンサク             | 「君のいない世界」「天国の郵便ポスト」                                                                  |
| 須永秀明                 | 「Love Call (RYTHEM with キマグレン)」「愛NEED」                                                        |
| 園田俊郎                 | 「キラキラ (KimaguRake)」「IT'S MY 勇気」「バトン」「リメンバー」「蛍灯」「最後の夏」「歩（LIP Ver.）」 |
| 高木聡                   | 「LIFE」「LIFE (Movie Ver.)」                                                                           |
| たかだgoen°              | 「two友 (ゆずグレン)」                                                                                  |
| 谷井信行                 | 「LIFE (Smart Sports ver.) -STUDIO APARTMENT Remix-」                                                   |
| 野田竜司                 | 「トコシエ」                                                                                            |
| 森諭                     | 「あいまいな関係 (きっかレン)」                                                                         |
| UMKテレビ宮崎 + ハナビヤ | 「ファイト！」                                                                                          |
| 不明                     | 「SMILE」                                                                                               |

## 主なライブ

### ワンマンライブ・主催イベント
- 2009年 - キマグレンTOUR2009
- 2009年 - TOUR 2009 KID IN THE SKY
- 2010年 - キマグレンTOUR2010 〜ALIVE〜
- 2010年 - 海仙山仙 第一幕
- 2011年 - TOUR2011〜LOVE+LIFE+LOCAL II〜
- 2011年 - 海仙山仙 〜第二幕〜
- 2012年 - キマグレン ACOUSTIC TOUR 2012 〜Rough & Smile III〜
- 2012年 - キマグレンコンサート
- 2012年 - キマグレン LIVE at BUDOKAN 2012 ON THE BEACH 〜武道館を海にしよう! 〜
- 2013年 - キマグレン5周年×ビルボードライブ5周年〜Rough & Smile SPECIAL
- 2013年 - キマグレンTOUR2013〜WOW OH OH〜
- 2014年 - キマグレン TOUR 2014 〜LOVE & BEACH〜
- 2015年 - FINAL CONCERT 2015 〜LAST SUMMER DAYS〜

### 出演イベント
- 2008年07月27日 - SETSTOCK'08
- 2008年08月09日 - 情熱大陸 SPECIAL LIVE SUMMER TIME BONANZA'08
- 2008年08月10日 - SUMMER SONIC 2008
- 2008年08月17日 - TREASURE05X 2008 〜screaming triangle 2nd day〜
- 2008年08月24日 - Sky Jamboree 2008 〜笑顔〜
- 2009年07月20日 - ap bank fes '09
- 2009年07月25日 - TOKAI SUMMIT'09
- 2009年07月26日 - SETSTOCK'09
- 2009年08月01日 - ゆず プレゼンツ「音野祭2009」〜神奈川のゆかいな仲間達〜
- 2009年08月03日 - お台場合衆国2009〜フジがやらなきゃだれがやる!〜 めざましライブ
- 2009年08月07日・09日 - SUMMER SONIC 2009
- 2009年08月22日 - MONSTER baSH 2009
- 2009年08月25日 - 音霊 OTODAMA SEA STUDIO 2009〜Chageの寄り道 渚編 チャゲゾンズ〜
- 2009年09月26日 - Think the water,Feel the music. LIVE for LOVE we support WaterAid
- 2009年11月30日 - クリスマスの約束2009
- 2010年07月25日 - TOKAI SUMMIT'10
- 2010年08月25日 - 大塚愛×SEAMO×キマグレン
- 2010年09月12日 - 旅祭 〜WORLD JOURNEY FESTA 2010〜
- 2010年10月01日 - 横浜ゴム LIVEecoMOTION 2010 With MTV
- 2010年12月01日 - Act Against Aids 2010 感謝まつり THE VARIETY ジュワッチ!(18)
- 2010年12月11日 - EMTG MUSIC Fes. 2010
- 2011年05月14日 - 東日本大震災支援チャリティーコンサート What a Wonderful World in KANSAI
- 2011年06月〜07月・10月 - 音霊 OTODAMA SEA STUDIO 2011
- 2011年08月12日 - MTV ZUSHI FES 11 supported by RIVIERA
- 2011年11月30日 - クリスマスの約束2011
- 2011年12月23日 - MUSIC FOR ALL, ALL FOR ONE 2011
- 2012年07月15日 - Coca・Cola presents UMK SEAGAIA JamNight 2012
- 2012年07月17日 - お台場合衆国2012 〜ここから始まる! NIPPON応援団!〜 めざましライブ2012
- 2012年08月08日 - FNSうたの夏まつり
- 2012年09月16日 - &PETS project 「HAPPY MUSIC FESTA」 2012 vol.3 〜Toward ZERO〜
- 2012年10月06日 - ZIP-FM 19th ANNIVERSARY ZIP AUTUMN SQUARE -POWER TO THE PEOPLE-
- 2012年10月08日 - Universal Music presents SIGMA FES 2012 in OKINAWA
- 2012年10月21日 - TKF大祭り たむらけんじ芸歴20周年LIVE
- 2012年11月05日 - KIRIN プラス-アイ presents "100万人でつくろう元気のうた"LIVE
- 2012年11月10日 - 四国大学第52回芳藍祭
- 2013年02月02日 - 響うた
- 2013年05月03日 - 〜24時間ノンストップフェス!〜TOKYO IRIE COLLECTION 2013
- 2013年06月29日 - 今年も夏が来ちゃいました!2013
- 2013年07月26日 - 世代を超えた仲間達〜砂浜からのメッセージ
- 2013年09月07日 - Jin Rock Festival in KAMO 2013
- 2013年09月13日 - テリー伊藤のライブやろうぜ!現状打破!
- 2013年09月14日 - UNIVERSAL SIGMA 10TH ANNIVERSARY SIGMA FES. 2013 〜U-EXPRESS LIVE AUTUMN〜
- 2013年10月19日 - Setting Sun Sound Festival in Amami Vol.4
- 2013年11月30日 - HOME MADE 家族 10th Anniversary Family Jam 2013 〜スペシャル・コラボレーション・ツアー〜
- 2014年02月01日 - 響うた hibikiuta 2014
- 2014年05月24日 - 六魂Fes!
- 2014年06月01日 - ホノルル駅伝&音楽フェス 2014
- 2014年07月07日 - ソナーポケット×キマグレン OTODAMA 10TH 七夕 SPECIAL
- 2014年07月24日 - もう夏休みだよ! 2014
- 2014年07月27日 - UMK SEAGAIA JamNight 2014
- 2014年07月29日 - SUMMER STATION 音楽ライブ
- 2014年07月30日 - miwa×キマグレン 〜thank you for OTODAMA 10th ANNIVERSARY〜
- 2014年09月28日 - MAMEDAGIA FES 〜隠岐の島 2014〜
- 2014年10月18日 - THE OPENING MATCH at 豊洲PIT
- 2014年11月08日 - 神戸親和女子大学鈴蘭台キャンパス 最響祭2014
- 2014年12月15日 - Yamaha Acoustic Mind 2014
- 2014年12月16日 - Yamaha Acoustic Mind 2014 〜L Series 40th Anniversary Special Live〜
- 2014年12月25日 - Fm yokohama主催 聖なる夜の贈りもの2014 in 赤レンガ 「キ吉この夜田、山グレン田!!!」
- 2014年12月31日 - NAGASHIMA COUNTDOWN & NEW YEAR'S LIVE